# Liebenswiller
Liebenswiller je francouzská obec v departementu Haut-Rhin v regionu Grand Est. V roce 2014 zde žilo 206 obyvatel.

## Poloha obce
Obec leží u hranic Francie se Švýcarskem.
Sousední obce jsou: Bettlach, Hagenthal-le-Haut, Leymen, Oltingue a Rodersdorf (Švýcarsko).

## Vývoj počtu obyvatel
Počet obyvatel